# قائمة عمليات ليحي
فيما يلي قائمة جزئية للعمليات التي نفّذتها عصابة الليحي. انفصلت الليحي عن الإرغون في أغسطس 1940، وانحلت في أواخر عام 1948.

## العمليات

### 1944
- 28 يناير- محاولة فاشلة لتفجير كاتدرائية القديس جورج بالقدس في حفل زفاف مركيز دورو على ديانا ابنة الجنرال البريطاني دوغلاس ماكونيل.[1]
- 14 فبراير - قتل شرطيان بريطانيان بالرصاص عندما حاولا اعتقال مقاتلين من ليحي كانوا يلصقون ملصقات جدارية في حيفا.[2]
- 13 مارس - ليحي يقتل ضابطا يهوديا في إدارة البحث الجنائي في رمات غان.[2]
- 19 مارس - قتل عضو في حزب ليحي بالرصاص أثناء مقاومة اعتقاله من قبل إدارة المباحث الجنائية في تل أبيب. ورد ليحي بهجوم في تل أبيب أسفر عن مقتل ضابطي شرطة وإصابة واحد.[2][3]
- 23 مارس - هجوم على ليحي في القدس أسفر عن مقتل شرطي وإصابة آخر.
- 6 تشرين الثاني (نوفمبر) - اغتيل اللورد موين، نائب وزير الدولة البريطاني المقيم في القاهرة على يد أعضاء حزب ليحي إلياهو حكيم وإلياهو بيت زوري. تؤدي هذه العملية إلى بدء موسم الصيد. كما قتل سائق موين.

### 1945
- تشرين الأول (أكتوبر) - نشطت حركة المقاومة اليهودية، وهي تعاون بين الهاغاناه والإرغون وليحي، من قبل الوكالة اليهودية حتى آب/أغسطس 1946.
- 1 نوفمبر - ليلة القطارات
- 27 ديسمبر/كانون الأول - تفجير الإرغون وليحي لمراكز الشرطة في القدس وحيفا يسفر عن 10 قتلى و 12 جريحا.

### 1946
- في عام 1946، تلقى العديد من كبار المسؤولين البريطانيين، بما في ذلك السير ستافورد كريبس وإرنست بيفين وأنتوني إيدن رسائل مفخخة أرسلها ليحي على ما يبدو.[4]
- 26 فبراير - هاجم مقاتلو الإرغون وليحي ثلاثة مطارات بريطانية ودمروا عشرات الطائرات. قُتل أحد مقاتلي الإرغون.[5]
- 25 أبريل - هاجم مقاتلو ليحي موقف سيارات في تل أبيب كانت تستخدمه الفرقة السادسة المحمولة جواً بالجيش البريطان، مما أسفر عن مقتل سبعة جنود بريطانيين ونهب رفوف الأسلحة التي عثروا عليها. ثم قاموا بزرع الألغام وتراجعوا.[6]
- 17 يونيو - هاجم ليحي ورش للسكك الحديدية في حيفا. وقتل أحد عشر عضوا في ليحي خلال الهجوم.[7]
- 9 سبتمبر - مقتل ضابطين بريطانيين في انفجار بمبنى عام في تل أبيب.[8] اغتيل رقيب في الشرطة البريطانية، تي جي مارتن، الذي كان قد حدد واعتقل زعيم ليحي ورئيس الوزراء الإسرائيلي المستقبلي يتسحاق شامير، بالقرب من منزله في حيفا.[9]
- اغتيال 29 سبتمبر قبالة توم ويلكين.[10]

### 1947
- في عام 1947، تم إرسال عدة رسائل مفخخة إلى الرئيس هاري ترومان في البيت الأبيض. تم اعتراضهم من قبل عمال غرفة البريد بالبيت الأبيض، الذين كانوا في حالة تأهب بسبب رسائل مفخخة مشابهة تم إرسالها إلى المسؤولين البريطانيين.[4][11] اعترف زعيم ليحي السابق ناثان يلين مور بإرسال رسائل مفخخة إلى أهداف بريطانية، لكنه نفى إرسال أي رسائل إلى ترومان.[12]
- 12 يناير / كانون الثاني - قاد أحد أعضاء ليحي شاحنة مفخخة إلى مركز للشرطة في حيفا، مما أسفر عن مقتل اثنين من البريطانيين واثنين من رجال الشرطة العرب، وإصابة 140.[13]
- 23 أبريل - قام ليحي بتلغيم قطار خارج رحوفوت. أسفر التفجير عن مقتل خمسة ضباط بريطانيين واثنين من العرب الراشدين وجيلبرت بلادي البالغ من العمر 3 سنوات.[14]
- 25 أبريل - قصف ليحي مجمعا للشرطة البريطانية مما أسفر عن مقتل خمسة من رجال الشرطة.[8]
- 4 مايو / أيار - اقتحام سجن عكا - نجح أعضاء منظمة الإرغون الذين يعملون مع السجناء اليهود داخل سجن عكا في إحداث ثقب في الجدار والاعتداء على السجن وإطلاق سراح 28 سجينًا يهوديًا. قتل تسعة من مقاتلي الإرغون وليحي، بمن فيهم القائد دوف كوهين، خلال الانسحاب.[15] تم القبض على خمسة من مقاتلين من الإرغون وثمانية من الفارين في وقت لاحق.
- 15 مايو - مقتل جنديين بريطانيين وإصابة سبعة بجروح على يد ليحي. كما قتل شرطي بريطاني في كمين.
- 4 يونيو - تم اكتشاف ثماني قنابل من رسائل ليحي موجهة إلى كبار المسؤولين في الحكومة البريطانية، بما في ذلك رئيس الوزراء كليمنت أتلي، في لندن.[8] قتل جندي بريطاني في حيفا.[16]
- 28 يونيو - فتح مقاتلو ليحي النار على صف من الجنود البريطانيين كانوا ينتظرون في طابور خارج مسرح في تل أبيب، مما أسفر عن مقتل ثلاثة جنود وإصابة اثنين. كما قتل بريطاني وأصيب عدد آخر في فندق في حيفا. كما أصيب مقاتل يهودي.
- 29 يونيو - أُصيب أربعة جنود بريطانيين بجروح في هجوم في بلدة ليحي على شاطئ هرتسليا.[8]
- 3 سبتمبر - انفجرت قنبلة بريدية أرسلها الإرغون أو ليحي في غرفة الفرز بمكتب البريد في مكتب الحرب البريطاني في لندن، مما أدى إلى إصابة اثنين.[17]
- 26 سبتمبر - مقاتلو منظمة الإرغون يسطوون على بنك مما أسفر عن مقتل أربعة من رجال الشرطة البريطانيين.[18]
- 13 نوفمبر / تشرين الثاني - هجوم بقنبلة يدوية على جنود بريطانيين في مقهى يسفر عن مقتل شخص واحد وإصابة 27 بجروح.
- 25 ديسمبر / كانون الأول - أعضاء ليحي يطلقون النار على جنديين بريطانيين في مقهى في تل أبيب.[8]

### 1948
- 4 يناير / كانون الثاني - فجر ليحي شاحنة مفخخة استهدفت مقر قيادة النجادة شبه العسكرية الواقع في بلدية يافا، مما أسفر عن مقتل 15 عربياً وإصابة 80 آخرين.[13][19]
- 29 فبراير - 31 مارس - تفجيرات قطارات القاهرة - حيفا 1948
- 9-11 نيسان / أبريل - ذبح حوالي 110 عرباً (التقدير مقبول بشكل عام من قبل العلماء، بدلاً من العدد الأول المعلن وهو 254) أثناء وبعد المعركة في قرية دير ياسين بالقرب من القدس، بواسطة 132 إرغون و 60 من مقاتلي ليحي .[20][21][22][23][24]
- 3 مايو - فتح شقيقه ريكس قنبلة كتاب ليحي نُشرت في منزل والد الرائد البريطاني روي فران، مما أدى إلى مقتله. تمت محاكمة روي فران العسكرية بتهمة قتل عضو أعزل يبلغ من العمر 16 عامًا في ليحي خلال قيادته لمتخفي شرطة فلسطين وحدة.[25]
- 17 سبتمبر - اغتيال فولك برنادوت
- 28 أكتوبر - مذبحة الدوايمة (قتل مدنيين عرب على يد كتيبة جيش الاحتلال الإسرائيلي المكونة من أعضاء سابقين من الإرغون والليحي).